# Broletto de Côme
Pour les articles homonymes, voir Broletto.
Le Broletto est le bâtiment qui abritait la Municipalité de la ville de Côme, à l'époque médiévale.
Il était à côté de l'ancienne cathédrale (qui depuis le XVe siècle a fait place à la cathédrale actuelle), pour signifier le lien fort entre l'autorité civile de la municipalité et l'Église. Sa construction remonte à 1215 par la volonté du maire Bonardo da Codazzo.
Il fut construit en styles gothique et roman, avec des éléments de la Renaissance sur la façade. 
La façade est en marbre avec des bandes de trois couleurs différentes : blanc, gris et rouge, tandis que la tour civique a été construite en adoptant la technique de la pierre taillée.
Dès le XVe siècle, l'avancée de la construction de la cathédrale a conduit à la séparation de l'Hôtel de ville en deux unités distinctes, communément appelée par les citoyens Broletto, pour la partie ouest, et Pretoria, pour la partie est. 
Une fois perdue sa fonction de d'hôtel de ville en 1764, le Broletto devint le siège d'un théâtre, puis fut utilisé plus tard comme lieu de conservation des archives.
Les XIXe et XXe siècles virent alors la réalisation de plusieurs travaux de rénovation et de restauration. Actuellement, le Broletto est utilisé comme salle de conférences et comme salle d'expositions d'art.

## Source de traduction
- (it) Cet article est partiellement ou en totalité issu de l’article de Wikipédia en italien intitulé « Broletto di Como » (voir la liste des auteurs).